# Dolly Parton/Diskografie
Diese Diskografie ist eine Übersicht über die musikalischen Werke der US-amerikanischen Countrysängerin Dolly Parton. Den Schallplattenauszeichnungen zufolge hat sie bisher mehr als 56,1 Millionen Tonträger verkauft, davon alleine in ihrer Heimat über 37 Millionen. Ihre erfolgreichste Veröffentlichung ist das mit Kenny Rogers aufgenommene Album Once Upon a Christmas mit über 2,5 Millionen verkauften Einheiten.

## Alben

### Studioalben
| Jahr | Titel Musiklabel Katalog-Nr.                                              | Höchstplatzierung, Gesamtwochen, AuszeichnungChartplatzierungen (Jahr, Titel, Musiklabel Katalog-Nr., Platzierungen, Wochen, Auszeichnungen, Anmerkungen) | Höchstplatzierung, Gesamtwochen, AuszeichnungChartplatzierungen (Jahr, Titel, Musiklabel Katalog-Nr., Platzierungen, Wochen, Auszeichnungen, Anmerkungen) | Höchstplatzierung, Gesamtwochen, AuszeichnungChartplatzierungen (Jahr, Titel, Musiklabel Katalog-Nr., Platzierungen, Wochen, Auszeichnungen, Anmerkungen) | Höchstplatzierung, Gesamtwochen, AuszeichnungChartplatzierungen (Jahr, Titel, Musiklabel Katalog-Nr., Platzierungen, Wochen, Auszeichnungen, Anmerkungen) | Höchstplatzierung, Gesamtwochen, AuszeichnungChartplatzierungen (Jahr, Titel, Musiklabel Katalog-Nr., Platzierungen, Wochen, Auszeichnungen, Anmerkungen) | Höchstplatzierung, Gesamtwochen, AuszeichnungChartplatzierungen (Jahr, Titel, Musiklabel Katalog-Nr., Platzierungen, Wochen, Auszeichnungen, Anmerkungen) | Anmerkungen |
| Jahr | Titel Musiklabel Katalog-Nr.                                              | DE | AT | CH | UK | US | Country | Anmerkungen |
| ---- | ------------------------------------------------------------------------- | --- | --- | --- | --- | --- | --- | --- |
| 1967 | Hello, I’m Dolly Monument 18085                                           | — | — | — | — | — | Country11 (14 Wo.)Country | Erstveröffentlichung: 18. September 1967 Produzent: Fred Foster                                                                            |
| 1968 | Just Between You and Me RCA Victor 3926                                   | — | — | — | — | — | Country8 (27 Wo.)Country | Erstveröffentlichung: 15. Januar 1968 mit Porter Wagoner Produzent: Bob Ferguson                                                           |
| 1968 | Just Because I’m a Woman RCA Victor 3949                                  | — | — | — | — | — | Country22 (9 Wo.)Country | Erstveröffentlichung: 15. April 1968 Produzent: Bob Ferguson                                                                               |
| 1968 | Just the Two of Us RCA Victor 4039                                        | — | — | — | — | US184 (4 Wo.)US | Country5 (49 Wo.)Country | Erstveröffentlichung: 9. September 1968 mit Porter Wagoner Produzent: Bob Ferguson                                                         |
| 1969 | In the Good Old Days (When Times Were Bad) RCA Victor 4099                | — | — | — | — | — | Country15 (11 Wo.)Country | Erstveröffentlichung: 3. Februar 1969 Produzent: Bob Ferguson                                                                              |
| 1969 | Always, Always RCA Victor 4186                                            | — | — | — | — | US162 (5 Wo.)US | Country5 (27 Wo.)Country | Erstveröffentlichung: 30. Juni 1969 mit Porter Wagoner Produzent: Bob Ferguson                                                             |
| 1969 | My Blue Ridge Mountain Boy RCA Victor 4188                                | — | — | — | — | US194 (2 Wo.)US | Country6 (28 Wo.)Country | Erstveröffentlichung: 8. September 1969 Produzent: Bob Ferguson                                                                            |
| 1970 | The Fairest of Them All RCA Victor 4288                                   | — | — | — | — | — | Country13 (17 Wo.)Country | Erstveröffentlichung: 2. Februar 1970 Produzent: Bob Ferguson                                                                              |
| 1970 | Porter Wayne and Dolly Rebecca RCA Victor 4305                            | — | — | — | — | US137 (7 Wo.)US | Country4 (25 Wo.)Country | Erstveröffentlichung: 9. März 1970 mit Porter Wagoner Produzent: Bob Ferguson                                                              |
| 1970 | Once More RCA Victor 4388                                                 | — | — | — | — | US191 (2 Wo.)US | Country7 (24 Wo.)Country | Erstveröffentlichung: 3. August 1970 mit Porter Wagoner Produzent: Bob Ferguson                                                            |
| 1971 | Two of a Kind RCA Victor 4490                                             | — | — | — | — | US142 (3 Wo.)US | Country13 (14 Wo.)Country | Erstveröffentlichung: 8. Februar 1971 mit Porter Wagoner Produzent: Bob Ferguson                                                           |
| 1971 | Golden Streets of Glory RCA Victor 4398                                   | — | — | — | — | — | Country22 (8 Wo.)Country | Erstveröffentlichung: 15. Februar 1971 Produzent: Bob Ferguson                                                                             |
| 1971 | Joshua RCA Victor 4507                                                    | — | — | — | — | US198 (1 Wo.)US | Country16 (12 Wo.)Country | Erstveröffentlichung: 19. April 1971 Produzent: Bob Ferguson                                                                               |
| 1971 | Coat of Many Colors RCA Victor 4603                                       | — | — | — | — | — | Country7 (23 Wo.)Country | Erstveröffentlichung: 4. Oktober 1971 Platz 301 der Rolling Stone 500 (Liste 2012) Produzent: Bob Ferguson                                 |
| 1972 | The Right Combination: Burning the Midnight Oil RCA Victor 4628           | — | — | — | — | — | Country6 (16 Wo.)Country | Erstveröffentlichung: 3. Januar 1972 mit Porter Wagoner Produzent: Bob Ferguson                                                            |
| 1972 | Touch Your Woman RCA Victor 4686                                          | — | — | — | — | — | Country19 (10 Wo.)Country | Erstveröffentlichung: 10. März 1972 Produzent: Bob Ferguson                                                                                |
| 1972 | Together Always RCA Victor 4761                                           | — | — | — | — | — | Country3 (19 Wo.)Country | Erstveröffentlichung: 11. September 1972 mit Porter Wagoner Produzent: Bob Ferguson                                                        |
| 1972 | My Favorite Songwriter: Porter Wagoner RCA Victor 4752                    | — | — | — | — | — | Country33 (7 Wo.)Country | Erstveröffentlichung: 2. Oktober 1972 Produzent: Bob Ferguson                                                                              |
| 1973 | We Found It RCA Victor 4841                                               | — | — | — | — | — | Country20 (10 Wo.)Country | Erstveröffentlichung: 12. Februar 1973 mit Porter Wagoner Produzent: Bob Ferguson                                                          |
| 1973 | My Tennessee Mountain Home RCA Victor 0033                                | — | — | — | — | — | Country19 (10 Wo.)Country | Erstveröffentlichung: 2. April 1973 Produzent: Bob Ferguson                                                                                |
| 1973 | Love and Music RCA Victor 0248                                            | — | — | — | — | — | Country8 (23 Wo.)Country | Erstveröffentlichung: 2. Juli 1973 mit Porter Wagoner Produzent: Bob Ferguson                                                              |
| 1973 | Bubbling Over RCA Victor 0286                                             | — | — | — | — | — | Country14 (20 Wo.)Country | Erstveröffentlichung: 14. Oktober 1973 Produzent: Bob Ferguson                                                                             |
| 1974 | Jolene RCA Victor 0473                                                    | — | — | — | — | US— GoldUS | Country6 (23 Wo.)Country | Erstveröffentlichung: 4. Februar 1974 Produzent: Bob Ferguson                                                                              |
| 1974 | Porter ’n’ Dolly RCA Victor 0646                                          | — | — | — | — | — | Country8 (25 Wo.)Country | Erstveröffentlichung: 19. August 1974 mit Porter Wagoner Produzent: Bob Ferguson                                                           |
| 1974 | Love Is Like a Butterfly RCA Victor 0712                                  | — | — | — | — | — | Country7 (23 Wo.)Country | Erstveröffentlichung: 16. September 1974 Produzent: Bob Ferguson                                                                           |
| 1975 | The Bargain Store RCA Victor 0950                                         | — | — | — | — | — | Country9 (23 Wo.)Country | Erstveröffentlichung: 17. Februar 1975 Produzenten: Bob Ferguson, Porter Wagoner                                                           |
| 1975 | Say Forever You’ll Be Mine RCA Victor 1116                                | — | — | — | — | — | Country6 (15 Wo.)Country | Erstveröffentlichung: 18. August 1975 mit Porter Wagoner Produzent: Bob Ferguson                                                           |
| 1975 | Dolly: The Seeker / We Used To RCA Victor 1221                            | — | — | — | — | — | Country14 (16 Wo.)Country | Erstveröffentlichung: 15. September 1975 Produzent: Porter Wagoner                                                                         |
| 1976 | All I Can Do RCA Victor 1665                                              | — | — | — | — | — | Country3 (25 Wo.)Country | Erstveröffentlichung: 16. August 1976 Produzenten: Porter Wagoner, Dolly Parton                                                            |
| 1977 | New Harvest … First Gathering RCA Victor 2188                             | — | — | — | — | US71 (21 Wo.)US | Country1 (29 Wo.)Country | Erstveröffentlichung: 14. Februar 1977 Produzent: Dolly Parton                                                                             |
| 1977 | Here You Come Again RCA Victor 2544                                       | — | — | — | — | US20 Platin · (47 Wo.)US | Country1 (57 Wo.)Country | Erstveröffentlichung: 3. Oktober 1977 Grammy (Beste Countrysängerin) Produzent: Gary Klein                                                 |
| 1978 | Heartbreaker RCA Victor 2797                                              | — | — | — | — | US27 Gold · (34 Wo.)US | Country1 (45 Wo.)Country | Erstveröffentlichung: 17. Juli 1978 Produzent: Gary Klein                                                                                  |
| 1979 | Great Balls of Fire RCA Victor 3361                                       | — | — | — | — | US40 Gold · (17 Wo.)US | Country4 (26 Wo.)Country | Erstveröffentlichung: 28. Mai 1979 Produzenten: Dean Parks, Gregg Perry                                                                    |
| 1980 | Dolly, Dolly, Dolly RCA Victor 3546                                       | — | — | — | — | US71 (13 Wo.)US | Country7 (30 Wo.)Country | Erstveröffentlichung: 14. April 1980 Produzent: Gary Klein                                                                                 |
| 1980 | Porter & Dolly RCA Victor 3700                                            | — | — | — | — | — | Country9 (31 Wo.)Country | Erstveröffentlichung: 4. August 1980 Produzent: Porter Wagoner                                                                             |
| 1981 | 9 to 5 and Odd Jobs RCA Victor 3852                                       | — | — | — | — | US11 Gold · (34 Wo.)US | Country1 (49 Wo.)Country | Erstveröffentlichung: 17. November 1980 Produzenten: Mike Post, Greg Perry                                                                 |
| 1982 | Heartbreak Express RCA Victor 4289                                        | — | — | — | — | US106 (12 Wo.)US | Country5 (25 Wo.)Country | Erstveröffentlichung: 29. März 1982 Produzent: Dolly Parton                                                                                |
| 1982 | Kris, Willie, Dolly & Brenda… The Winning Hand Monument 38389             | — | — | — | — | US109 (14 Wo.)US | Country4 (24 Wo.)Country | Erstveröffentlichung: 1. November 1982 mit Willie Nelson, Kris Kristofferson, Brenda Lee Produzent: Fred Foster                            |
| 1983 | Burlap & Satin RCA Victor 4691                                            | — | — | — | — | US127 (11 Wo.)US | Country5 (24 Wo.)Country | Erstveröffentlichung: 2. Mai 1983 Produzenten: Dolly Parton, Gregg Perry                                                                   |
| 1984 | The Great Pretender RCA Victor 4940                                       | — | — | — | — | US73 (14 Wo.)US | Country7 (22 Wo.)Country | Erstveröffentlichung: 23. Januar 1984 Produzent: Val Garay                                                                                 |
| 1984 | Once Upon a Christmas RCA Victor 5307                                     | — | — | — | — | US31 ×2Doppelplatin · (35 Wo.)US | Country12 (42 Wo.)Country | Erstveröffentlichung: 29. Oktober 1984 mit Kenny Rogers Produzenten: David Foster, Kenny Rogers                                            |
| 1985 | Real Love MCA 5414                                                        | — | — | — | — | — | Country9 (40 Wo.)Country | Erstveröffentlichung: 21. Januar 1985 Produzent: David Malloy                                                                              |
| 1987 | Trio Warner 25491                                                         | — | — | — | UK60 (4 Wo.)UK | US6 Platin · (48 Wo.)US | Country1 (84 Wo.)Country | Erstveröffentlichung: 2. März 1987 mit Linda Ronstadt und Emmylou Harris Grammy (Beste Country-Gesangsgruppe) Produzent: George Massenburg |
| 1987 | Rainbow Columbia 40968                                                    | — | — | — | — | US153 (8 Wo.)US | Country18 (24 Wo.)Country | Erstveröffentlichung: 27. November 1987 Produzent: Steve „Gold-E“ Goldstein                                                                |
| 1989 | White Limozeen Columbia 44384                                             | — | — | — | — | US— GoldUS | Country3 (100 Wo.)Country | Erstveröffentlichung: 26. Mai 1989 Produzent: Ricky Skaggs                                                                                 |
| 1990 | Home for Christmas Columbia 46796                                         | — | — | — | — | US— GoldUS | Country74 (2 Wo.)Country | Erstveröffentlichung: 7. Dezember 1990 Produzenten: Gary W. Smith, Dolly Parton                                                            |
| 1991 | Eagle When She Flies Columbia 46882                                       | — | — | — | — | US24 Platin · (47 Wo.)US | Country1 (73 Wo.)Country | Erstveröffentlichung: 8. März 1991 Produzenten: Steve Buckingham, Gary Smith                                                               |
| 1993 | Slow Dancing with the Moon Columbia 53199                                 | — | — | — | — | US16 Platin · (25 Wo.)US | Country4 (35 Wo.)Country | Erstveröffentlichung: 19. Februar 1993 Produzenten: Steve Buckingham, Dolly Parton                                                         |
| 1993 | Honky Tonk Angels Columbia 53414                                          | — | — | — | — | US42 Gold · (16 Wo.)US | Country6 (24 Wo.)Country | Erstveröffentlichung: 29. Oktober 1993 mit Loretta Lynn und Tammy Wynette                                                                  |
| 1995 | Something Special Columbia 67140                                          | — | — | — | — | US54 (14 Wo.)US | Country10 (21 Wo.)Country | Erstveröffentlichung: August 1995 Produzent: Steve Buckingham                                                                              |
| 1996 | Treasures Rising Tide 53041                                               | — | — | — | — | US122 (10 Wo.)US | Country21 (21 Wo.)Country | Erstveröffentlichung: 24. September 1996 Produzent: Steve Buckingham                                                                       |
| 1998 | Hungry Again Decca 70041                                                  | — | — | — | UK41 (3 Wo.)UK | US167 (2 Wo.)US | Country23 (16 Wo.)Country | Erstveröffentlichung: 25. August 1998 Produzent: Richie Owens                                                                              |
| 1999 | Trio II Asylum 62275                                                      | — | — | — | — | US62 Gold · (14 Wo.)US | Country4 (37 Wo.)Country | Erstveröffentlichung: 9. Februar 1999 mit Linda Ronstadt und Emmylou Harris Produzenten: George Massenburg, Linda Ronstadt                 |
| 1999 | The Grass Is Blue Blue Eye 3900                                           | — | — | — | — | US198 (1 Wo.)US | Country24 (35 Wo.)Country | Erstveröffentlichung: 4. Oktober 1999 Grammy (Bluegrass Album) Produzent: Steve Buckingham                                                 |
| 1999 | Precious Memories                                                         | — | — | — | — | — | — | Erstveröffentlichung: 1999 |
| 2001 | Little Sparrow Blue Eye 3927                                              | — | — | — | UK30 Silber · (7 Wo.)UK | US97 (9 Wo.)US | Country12 (37 Wo.)Country | Erstveröffentlichung: 16. Januar 2001 Grammy für Shine als (Beste Countrysängerin) Produzent: Steve Buckingham                             |
| 2002 | Halos & Horns Blue Eye 3946                                               | — | — | — | UK37 (5 Wo.)UK | US58 (10 Wo.)US | Country4 (38 Wo.)Country | Erstveröffentlichung: 9. Juli 2002 Produzent: Dolly Parton                                                                                 |
| 2003 | For God and Country Blue Eye 79756                                        | — | — | — | — | US167 (1 Wo.)US | Country23 (10 Wo.)Country | Erstveröffentlichung: 11. November 2003 Produzenten: Dolly Parton, Kent Wells, Tony Smith                                                  |
| 2006 | Those Were the Days Blue Eye 4007                                         | — | — | — | UK35 (3 Wo.)UK | US48 (6 Wo.)US | Country9 (19 Wo.)Country | Erstveröffentlichung: 11. Oktober 2005 Produzent: Dolly Parton                                                                             |
| 2008 | Backwoods Barbie Dolly 925                                                | — | — | — | UK35 (5 Wo.)UK | US17 (17 Wo.)US | Country2 (50 Wo.)Country | Erstveröffentlichung: 26. Februar 2008 Produzenten: Dolly Parton, Kent Wells                                                               |
| 2009 | Sha-Kon-O-Hey! Land of Blue Smoke Dolly                                   | — | — | — | — | — | — | Erstveröffentlichung: 2009 Veröffentlichung zum 75-jährigen Jubiläum des Great-Smoky-Mountains-Nationalpark                                |
| 2011 | Better Day Dolly 528216                                                   | — | — | — | UK9 Silber · (8 Wo.)UK | US51 (6 Wo.)US | Country11 (13 Wo.)Country | Erstveröffentlichung: 28. Oktober 2011 Produzenten: Dolly Parton, Kent Wells                                                               |
| 2014 | Blue Smoke Dolly 03269                                                    | DE34 (1 Wo.)DE | — | — | UK2 Platin · (40 Wo.)UK | US6 (6 Wo.)US | Country2 (13 Wo.)Country | Erstveröffentlichung: 9. Mai 2014 in UK als Doppelalbum inkl. The Best Of Produzenten: Buddy Cannon, Kent Wells                            |
| 2016 | Pure & Simple Dolly 35123                                                 | DE79 (1 Wo.)DE | — | CH25 (3 Wo.)CH | UK2 Silber · (8 Wo.)UK | US11 (9 Wo.)US | Country1 (22 Wo.)Country | Erstveröffentlichung: 19. August 2016 |
| 2020 | A Holly Dolly Christmas                                                   | — | — | — | UK16 (7 Wo.)UK | US16 (20 Wo.)US | Country1 (28 Wo.)Country | Erstveröffentlichung: 2. Oktober 2020 |
| 2022 | Run, Rose, Run                                                            | — | — | — | UK23 (2 Wo.)UK | US34 (2 Wo.)US | Country4 (4 Wo.)Country | Erstveröffentlichung: 4. März 2022 |
| 2023 | Rockstar                                                                  | DE18 (3 Wo.)DE | AT8 (2 Wo.)AT | CH2 (6 Wo.)CH | UK5 (2 Wo.)UK | US3 Gold · (7 Wo.)US | Country1 (8 Wo.)Country | Erstveröffentlichung: 17. November 2023 |
| 2025 | Smoky Mountain DNA – Family, Faith and Fables Virgin Records 019870411935 | — | — | — | — | — | — | Erstveröffentlichung: 24. Januar 2025 |

grau schraffiert: keine Chartdaten aus diesem Jahr verfügbar

### Livealben
| Jahr | Titel Musiklabel Katalog-Nr.              | Höchstplatzierung, Gesamtwochen, AuszeichnungChartplatzierungen (Jahr, Titel, Musiklabel Katalog-Nr., Platzierungen, Wochen, Auszeichnungen, Anmerkungen) | Höchstplatzierung, Gesamtwochen, AuszeichnungChartplatzierungen (Jahr, Titel, Musiklabel Katalog-Nr., Platzierungen, Wochen, Auszeichnungen, Anmerkungen) | Höchstplatzierung, Gesamtwochen, AuszeichnungChartplatzierungen (Jahr, Titel, Musiklabel Katalog-Nr., Platzierungen, Wochen, Auszeichnungen, Anmerkungen) | Höchstplatzierung, Gesamtwochen, AuszeichnungChartplatzierungen (Jahr, Titel, Musiklabel Katalog-Nr., Platzierungen, Wochen, Auszeichnungen, Anmerkungen) | Höchstplatzierung, Gesamtwochen, AuszeichnungChartplatzierungen (Jahr, Titel, Musiklabel Katalog-Nr., Platzierungen, Wochen, Auszeichnungen, Anmerkungen) | Höchstplatzierung, Gesamtwochen, AuszeichnungChartplatzierungen (Jahr, Titel, Musiklabel Katalog-Nr., Platzierungen, Wochen, Auszeichnungen, Anmerkungen) | Anmerkungen |
| Jahr | Titel Musiklabel Katalog-Nr.              | DE | AT | CH | UK | US | Country | Anmerkungen |
| ---- | ----------------------------------------- | --- | --- | --- | --- | --- | --- | --- |
| 1970 | A Real Live Dolly RCA Victor 4387         | — | — | — | — | US154 (2 Wo.)US | Country32 (4 Wo.)Country | Erstveröffentlichung: Juli 1970 aufgenommen am 25. April 1970 in der Sevier County High School, Sevierville, Tennessee vier Tracks mit Porter Wagoner    |
| 1994 | Heartsongs: Live from Home Columbia 66123 | — | — | — | — | US87 (10 Wo.)US | Country16 (18 Wo.)Country | Erstveröffentlichung: Oktober 1994 aufgenommen am 23. April 1994 im Dollywood Celebrity Theater in Tennessee Produzenten: Dolly Parton, Steve Buckingham |
| 2004 | Live and Well Blue Eye 3998 (2)           | — | — | — | — | US161 (1 Wo.)US | Country22 (14 Wo.)Country | Erstveröffentlichung: 14. September 2004 Doppelalbum Aufnahme: 12./13. Dezember 2002 im Celebrity Theater, Dollywood                                     |
| 2009 | Live from London Dolly 925                | — | — | — | UK33 (3 Wo.)UK | US195 (1 Wo.)US | Country36 (10 Wo.)Country | Erstveröffentlichung: 10. November 2009 CD + DVD |

grau schraffiert: keine Chartdaten aus diesem Jahr verfügbar

### Kompilationen
| Jahr | Titel Musiklabel Katalog-Nr.                                       | Höchstplatzierung, Gesamtwochen, AuszeichnungChartplatzierungen (Jahr, Titel, Musiklabel Katalog-Nr., Platzierungen, Wochen, Auszeichnungen, Anmerkungen) | Höchstplatzierung, Gesamtwochen, AuszeichnungChartplatzierungen (Jahr, Titel, Musiklabel Katalog-Nr., Platzierungen, Wochen, Auszeichnungen, Anmerkungen) | Höchstplatzierung, Gesamtwochen, AuszeichnungChartplatzierungen (Jahr, Titel, Musiklabel Katalog-Nr., Platzierungen, Wochen, Auszeichnungen, Anmerkungen) | Höchstplatzierung, Gesamtwochen, AuszeichnungChartplatzierungen (Jahr, Titel, Musiklabel Katalog-Nr., Platzierungen, Wochen, Auszeichnungen, Anmerkungen) | Höchstplatzierung, Gesamtwochen, AuszeichnungChartplatzierungen (Jahr, Titel, Musiklabel Katalog-Nr., Platzierungen, Wochen, Auszeichnungen, Anmerkungen) | Höchstplatzierung, Gesamtwochen, AuszeichnungChartplatzierungen (Jahr, Titel, Musiklabel Katalog-Nr., Platzierungen, Wochen, Auszeichnungen, Anmerkungen) | Anmerkungen |
| Jahr | Titel Musiklabel Katalog-Nr.                                       | DE | AT | CH | UK | US | Country | Anmerkungen |
| ---- | ------------------------------------------------------------------ | --- | --- | --- | --- | --- | --- | --- |
| 1970 | The Best of Dolly Parton RCA Victor 4449                           | — | — | — | — | US— GoldUS | Country12 (16 Wo.)Country | Erstveröffentlichung: November 1970 Produzent: Bob Ferguson                                                                |
| 1971 | The Best of Porter Wagoner & Dolly Parton RCA Victor 4556          | — | — | — | — | — | Country7 (20 Wo.)Country | Erstveröffentlichung: 19. Juli 1971 mit Porter Wagoner Produzent: Produzent: Bob Ferguson                                  |
| 1975 | The Best of Dolly Parton, Vol. 2 RCA Victor 1117                   | — | — | — | — | — | Country5 (47 Wo.)Country | Erstveröffentlichung: 14. Juli 1975 Produzenten: Bob Ferguson, Porter Wagoner                                              |
| 1978 | Both Sides of Dolly Parton RCA Victor 42765                        | — | — | — | UK24 Gold · (12 Wo.)UK | — | — | Erstveröffentlichung: 13. November 1978                                                                                    |
| 1982 | Dolly Parton’s Greatest Hits RCA Victor 4422                       | — | — | — | UK74 Gold · (1 Wo.)UK | US77 Platin · (23 Wo.)US | Country7 (96 Wo.)Country | Erstveröffentlichung: 13. September 1982 Charteintritt in UK erst im September 1985 Produzenten: Dolly Parton, Gregg Perry |
| 1986 | Think About Love RCA Victor 9508                                   | — | — | — | — | — | Country54 (7 Wo.)Country | Erstveröffentlichung: 15. April 1986 Produzenten: David Malloy, Dolly Parton, Gary Klein, Gregg Perry, Val Garay           |
| 1993 | Collector’s Series RCA 6338                                        | — | — | — | — | — | Country18 (12 Wo.)Country | Erstveröffentlichung: Februar 1993                                                                                         |
| 1994 | The Greatest Hits Telstar                                          | — | — | — | UK65 Gold · (2 Wo.)UK | — | — | Erstveröffentlichung: 10. Oktober 1994                                                                                     |
| 1996 | I Will Always Love You and Other Greatest Hits Columbia 67582      | — | — | — | — | — | Country47 (10 Wo.)Country | Erstveröffentlichung: April 1996 Produzent: Steve Buckingham                                                               |
| 1997 | A Life in Music: Ultimate Collection RCA 44363                     | — | — | — | UK38 Gold · (4 Wo.)UK | — | — | Erstveröffentlichung: 27. Oktober 1997                                                                                     |
| 2001 | Gold: The Hits Collection RCA                                      | — | — | — | UK23 Silber · (6 Wo.)UK | — | — | Erstveröffentlichung: 19. Februar 2001                                                                                     |
| 2003 | Ultimate Dolly Parton RCA 52008 / RCA 50389 (2)                    | — | — | — | UK17 (7 Wo.)UK | US112 Platin · (5 Wo.)US | Country10 (97 Wo.)Country | Erstveröffentlichung: 3. Juni 2003 auch als Doppelalbum erschienen (Country-Charts Platz 74 – 1 Woche)                     |
| 2007 | The Very Best Of Sony BMG 48872                                    | — | — | CH81 (1 Wo.)CH | UK8 ×2Doppelplatin · (53 Wo.)UK | — | — | Erstveröffentlichung: 5. März 2007                                                                                         |
| 2007 | 16 Biggest Hits RCA Nashville/Legacy 13481                         | — | — | — | — | — | Country32 (70 Wo.)Country | Erstveröffentlichung: 7. August 2007                                                                                       |
| 2008 | Playlist: The Very Best of Dolly Parton RCA Nashville/Legacy 10432 | — | — | — | — | — | Country57 (6 Wo.)Country | Erstveröffentlichung: 29. April 2008                                                                                       |
| 2009 | Dolly RCA Nashville/Legacy 48086                                   | — | — | — | — | — | Country59 (3 Wo.)Country | Erstveröffentlichung: 27. Oktober 2009 Box mit 4 CDs                                                                       |
| 2015 | The Real Dolly Parton Sony Music 68344                             | — | — | — | UK52 Gold · (8 Wo.)UK | — | — | Erstveröffentlichung: 2. Februar 2015                                                                                      |
| 2022 | Diamonds & Rhinestones Sony Music                                  | — | — | — | UK32 Gold · (7 Wo.)UK | US27 (6 Wo.)US | Country4 (30 Wo.)Country | Erstveröffentlichung: 18. November 2022                                                                                    |
| 2023 | The Monument Singles Collection Monument                           | — | — | — | — | — | Country27 (1 Wo.)Country | Erstveröffentlichung: 21. April 2023                                                                                       |

grau schraffiert: keine Chartdaten aus diesem Jahr verfügbar
Weitere Kompilationen
- 1970: As Long as I Love
- 1972: Just the Way I Am
- 1973: Mine
- 1976: Just Because I’m a Woman
- 1976: The Hits of Porter ’n’ Dolly (mit Porter Wagoner)
- 1984: Her Greatest Hits and Finest Performances (Box mit 7 LPs)
- 1987: The Best There Is
- 1987: Best of Dolly Parton, Vol. 3
- 1992: Sweet Harmony (mit Porter Wagoner)
- 1992: Lassoes ’n Spurs (mit Porter Wagoner)
- 1994: Two of a Kind (mit Porter Wagoner)
- 1996: The Essential Porter Wagoner and Dolly Parton (mit Porter Wagoner)
- 1997: The Best Of (UK: Silber)
- 1998: 20 Greatest Hits (mit Porter Wagoner)
- 1999: Love Songs (UK: Silber)
- 1999: Best of the Best of Porter & Dolly (mit Porter Wagoner)
- 1999: Super Hits (US: Gold)
- 2007: Singer, Songwriter & Legendary Performer
- 2008: Duets (mit Porter Wagoner)
- 2010: Letter to Heaven: Songs of Faith & Inspiration
- 2011: Dolly Parton & Friends (mit Johnny Cash, Lynn Anderson, Billie Jo Spears u. a.)

### Soundtracks
| Jahr | Titel Musiklabel Katalog-Nr.  | Höchstplatzierung, Gesamtwochen, AuszeichnungChartplatzierungen (Jahr, Titel, Musiklabel Katalog-Nr., Platzierungen, Wochen, Auszeichnungen, Anmerkungen) | Höchstplatzierung, Gesamtwochen, AuszeichnungChartplatzierungen (Jahr, Titel, Musiklabel Katalog-Nr., Platzierungen, Wochen, Auszeichnungen, Anmerkungen) | Höchstplatzierung, Gesamtwochen, AuszeichnungChartplatzierungen (Jahr, Titel, Musiklabel Katalog-Nr., Platzierungen, Wochen, Auszeichnungen, Anmerkungen) | Höchstplatzierung, Gesamtwochen, AuszeichnungChartplatzierungen (Jahr, Titel, Musiklabel Katalog-Nr., Platzierungen, Wochen, Auszeichnungen, Anmerkungen) | Höchstplatzierung, Gesamtwochen, AuszeichnungChartplatzierungen (Jahr, Titel, Musiklabel Katalog-Nr., Platzierungen, Wochen, Auszeichnungen, Anmerkungen) | Höchstplatzierung, Gesamtwochen, AuszeichnungChartplatzierungen (Jahr, Titel, Musiklabel Katalog-Nr., Platzierungen, Wochen, Auszeichnungen, Anmerkungen) | Anmerkungen |
| Jahr | Titel Musiklabel Katalog-Nr.  | DE | AT | CH | UK | US | Country | Anmerkungen |
| ---- | ----------------------------- | --- | --- | --- | --- | --- | --- | --- |
| 1984 | Rhinestone RCA Victor 5032    | — | — | — | — | US135 (7 Wo.)US | Country32 (17 Wo.)Country | Erstveröffentlichung: 18. Juni 1984 mit Randy Parton, Floyd Parton, Stella Parton, Kin Vassy, Sylvester Stallone, Rusty Buchanan |
| 1992 | Straight Talk Hollywood 61303 | — | — | — | — | — | Country22 (12 Wo.)Country | Erstveröffentlichung: April 1992                                                                                                 |
| 2018 | Dumplin’ RCA Nashville        | — | — | — | — | US143 (2 Wo.)US | Country16 (4 Wo.)Country | Erstveröffentlichung: 30. November 2018                                                                                          |

Weitere Soundtracks
- 1982: The Best Little Whorehouse in Texas
- 1993: Beethoven’s 2nd (mit Randy Edelman)

### Kinderalben
| Jahr | Titel Musiklabel Katalog-Nr.     | Höchstplatzierung, Gesamtwochen, AuszeichnungChartplatzierungen (Jahr, Titel, Musiklabel Katalog-Nr., Platzierungen, Wochen, Auszeichnungen, Anmerkungen) | Höchstplatzierung, Gesamtwochen, AuszeichnungChartplatzierungen (Jahr, Titel, Musiklabel Katalog-Nr., Platzierungen, Wochen, Auszeichnungen, Anmerkungen) | Höchstplatzierung, Gesamtwochen, AuszeichnungChartplatzierungen (Jahr, Titel, Musiklabel Katalog-Nr., Platzierungen, Wochen, Auszeichnungen, Anmerkungen) | Höchstplatzierung, Gesamtwochen, AuszeichnungChartplatzierungen (Jahr, Titel, Musiklabel Katalog-Nr., Platzierungen, Wochen, Auszeichnungen, Anmerkungen) | Höchstplatzierung, Gesamtwochen, AuszeichnungChartplatzierungen (Jahr, Titel, Musiklabel Katalog-Nr., Platzierungen, Wochen, Auszeichnungen, Anmerkungen) | Höchstplatzierung, Gesamtwochen, AuszeichnungChartplatzierungen (Jahr, Titel, Musiklabel Katalog-Nr., Platzierungen, Wochen, Auszeichnungen, Anmerkungen) | Anmerkungen                                                                              |
| Jahr | Titel Musiklabel Katalog-Nr.     | DE | AT | CH | UK | US | Country | Anmerkungen                                                                              |
| ---- | -------------------------------- | --- | --- | --- | --- | --- | --- | ---------------------------------------------------------------------------------------- |
| 2017 | I Believe in You Dolly/RCA 48348 | — | — | — | — | US173 (1 Wo.)US | Country20 (1 Wo.)Country | Erstveröffentlichung: 29. September 2017 Executive Producer: Dolly Parton, Paul T. Couch |

## Singles

### Als Leadmusikerin
| Jahr | Titel Album                                                                                | Höchstplatzierung, Gesamtwochen, AuszeichnungChartplatzierungen (Jahr, Titel, Album, Platzierungen, Wochen, Auszeichnungen, Anmerkungen) | Höchstplatzierung, Gesamtwochen, AuszeichnungChartplatzierungen (Jahr, Titel, Album, Platzierungen, Wochen, Auszeichnungen, Anmerkungen) | Höchstplatzierung, Gesamtwochen, AuszeichnungChartplatzierungen (Jahr, Titel, Album, Platzierungen, Wochen, Auszeichnungen, Anmerkungen) | Höchstplatzierung, Gesamtwochen, AuszeichnungChartplatzierungen (Jahr, Titel, Album, Platzierungen, Wochen, Auszeichnungen, Anmerkungen) | Höchstplatzierung, Gesamtwochen, AuszeichnungChartplatzierungen (Jahr, Titel, Album, Platzierungen, Wochen, Auszeichnungen, Anmerkungen) | Höchstplatzierung, Gesamtwochen, AuszeichnungChartplatzierungen (Jahr, Titel, Album, Platzierungen, Wochen, Auszeichnungen, Anmerkungen) | Anmerkungen | [↑]: gemeinsam behandelt mit vorhergehendem Eintrag; [←]: in beiden Charts platziert |
| Jahr | Titel Album                                                                                | DE | AT | CH | UK | US | Country | Anmerkungen |                                                                                      |
| --- | ------------------------------------------------------------------------------------------ | --- | --- | --- | --- | --- | --- | --- | ------------------------------------------------------------------------------------ |
| 1966 | Dumb Blonde Hello, I’m Dolly                                                               | — | — | — | — | — | Country24 (14 Wo.)Country | Erstveröffentlichung: 7. November 1966 Autor: Curly Putman |                                                                                      |
| 1967 | Something Fishy Hello, I’m Dolly                                                           | — | — | — | — | — | Country17 (12 Wo.)Country | Erstveröffentlichung: 8. Mai 1967 Autor: Dolly Parton |                                                                                      |
| 1967 | The Last Thing on My Mind Just Between You and Me                                          | — | — | — | — | — | Country7 (17 Wo.)Country | Erstveröffentlichung: 30. Oktober 1967 mit Porter Wagoner Autor und Original: Tom Paxton, 1964 |                                                                                      |
| 1968 | Holding On to Nothin’ The Best of Porter Wagoner & Dolly Parton                            | — | — | — | — | — | Country7 (16 Wo.)Country | Erstveröffentlichung: 11. März 1968 mit Porter Wagoner Autor: Jerry Chesnut |                                                                                      |
| 1968 | Just Because I’m a Woman                                                                   | — | — | — | — | — | Country17 (14 Wo.)Country | Erstveröffentlichung: 27. Mai 1968 Autor: Dolly Parton |                                                                                      |
| 1968 | We’ll Get Ahead Someday Just the Two of Us                                                 | — | — | — | — | — | Country5 (13 Wo.)Country | Erstveröffentlichung: 30. Juni 1968 mit Porter Wagoner Autor: Mack Magaha |                                                                                      |
| 1968 | Jeannie’s Afraid of the Dark Just the Two of Us                                            | — | — | — | — | — | Country51 (6 Wo.)Country | B-Seite von We’ll Get Ahead Someday mit Porter Wagoner Autor: Dolly Parton |                                                                                      |
| 1968 | In the Good Old Days (When Times Were Bad)                                                 | — | — | — | — | — | Country25 (11 Wo.)Country | Erstveröffentlichung: 14. Oktober 1968 Autor: Dolly Parton |                                                                                      |
| 1969 | Yours Love Always, Always                                                                  | — | — | — | — | — | Country9 (14 Wo.)Country | Erstveröffentlichung: 3. Februar 1969 mit Porter Wagoner Autor: Harlan Howard Original: Waylon Jennings, 1968                                                                                                |                                                                                      |
| 1969 | Daddy My Blue Ridge Mountain Boy                                                           | — | — | — | — | — | Country40 (10 Wo.)Country | Erstveröffentlichung: 10. März 1969 Autor: Dolly Parton |                                                                                      |
| 1969 | Always, Always                                                                             | — | — | — | — | — | Country16 (11 Wo.)Country | Erstveröffentlichung: 19. Mai 1969 mit Porter Wagoner Autor: Joyce McCord |                                                                                      |
| 1969 | In the Ghetto My Blue Ridge Mountain Boy                                                   | — | — | — | — | — | Country50 (8 Wo.)Country | Erstveröffentlichung: Juni 1969 Autor: Mac Davis Original: Elvis Presley, 1969 |                                                                                      |
| 1969 | My Blue Ridge Mountain Boy                                                                 | — | — | — | — | — | Country45 (8 Wo.)Country | Erstveröffentlichung: August 1969 Autor: Dolly Parton |                                                                                      |
| 1969 | Just Someone I Used to Know Porter Wayne and Dolly Rebecca                                 | — | — | — | — | — | Country5 (16 Wo.)Country | Erstveröffentlichung: 28. September 1969 mit Porter Wagoner Autor: Jack Clement |                                                                                      |
| 1969 | Daddy Come and Get Me The Fairest of Them All                                              | — | — | — | — | — | Country40 (8 Wo.)Country | Erstveröffentlichung: 18. Dezember 1969 Autor: Dolly Parton |                                                                                      |
| 1970 | Tomorrow Is Forever Porter Wayne and Dolly Rebecca                                         | — | — | — | — | — | Country9 (15 Wo.)Country | Erstveröffentlichung: 19. Januar 1970 mit Porter Wagoner Autoren: Porter Wagoner, Dolly Parton |                                                                                      |
| 1970 | Mule Skinner Blues (Blue Yodel No. 8) The Best of Dolly Parton                             | — | — | — | — | — | Country3 (16 Wo.)Country | Erstveröffentlichung: 21. Juni 1970 Autoren: Vaughn Horton, Jimmie Rodgers Original: Jimmie Rodgers, 1931 |                                                                                      |
| 1970 | Daddy Was an Old Time Preacher Man Once More                                               | — | — | — | — | — | Country7 (15 Wo.)Country | Erstveröffentlichung: Juli 1970 mit Porter Wagoner Autoren: Dorothy Jo Hope, Dolly Parton |                                                                                      |
| 1970 | Joshua                                                                                     | — | — | — | — | — | Country1 (15 Wo.)Country | Erstveröffentlichung: 20. November 1970 Autor: Dolly Parton |                                                                                      |
| 1971 | Better Move It on Home The Best of Porter Wagoner & Dolly Parton                           | — | — | — | — | — | Country7 (13 Wo.)Country | Erstveröffentlichung: 31. Januar 1971 mit Porter Wagoner Autor: Ray Griff |                                                                                      |
| 1971 | Comin’ for to Carry Me Home The Hits of Dolly Parton                                       | — | — | — | — | — | Country23 (12 Wo.)Country | Erstveröffentlichung: 27. März 1971 B-Seite von Golden Streets of Glory Autor: Dolly Parton |                                                                                      |
| 1971 | The Right Combination The Right Combination: Burning the Midnight Oil                      | — | — | — | — | — | Country14 (12 Wo.)Country | Erstveröffentlichung: 31. Mai 1971 mit Porter Wagoner Autor: Porter Wagoner |                                                                                      |
| 1971 | My Blue Tears Coat of Many Colors                                                          | — | — | — | — | — | Country17 (12 Wo.)Country | Erstveröffentlichung: 11. Juni 1971 Autor: Dolly Parton |                                                                                      |
| 1971 | Coat of Many Colors                                                                        | — | — | — | UK— SilberUK | US— GoldUS | Country4 (16 Wo.)Country | Erstveröffentlichung: 11. September 1971 Autor: Dolly Parton |                                                                                      |
| 1971 | Burning the Midnight Oil The Right Combination: Burning the Midnight Oil                   | — | — | — | — | — | Country11 (13 Wo.)Country | Erstveröffentlichung: 6. Oktober 1971 mit Porter Wagoner Autor: Porter Wagoner |                                                                                      |
| 1972 | Touch Your Woman                                                                           | — | — | — | — | — | Country6 (14 Wo.)Country | Erstveröffentlichung: 27. Februar 1972 Autor: Dolly Parton |                                                                                      |
| 1972 | Lost Forever in Your Kiss Together Always                                                  | — | — | — | — | — | Country9 (14 Wo.)Country | Erstveröffentlichung: Februar 1972 mit Porter Wagoner Autor: Dolly Parton |                                                                                      |
| 1972 | Washday Blues My Favorite Songwriter: Porter Wagoner                                       | — | — | — | — | — | Country20 (3 Wo.)Country | Erstveröffentlichung: 17. Juni 1972 Autor: Porter Wagoner |                                                                                      |
| 1972 | Together Always                                                                            | — | — | — | — | — | Country14 (13 Wo.)Country | Erstveröffentlichung: 23. August 1972 mit Porter Wagoner Autor: Dolly Parton |                                                                                      |
| 1972 | My Tennessee Mountain Home                                                                 | — | — | — | — | — | Country15 (13 Wo.)Country | Erstveröffentlichung: 29. Dezember 1972 Autor: Dolly Parton |                                                                                      |
| 1973 | We Found It                                                                                | — | — | — | — | — | Country30 (9 Wo.)Country | Erstveröffentlichung: Februar 1973 mit Porter Wagoner Autor: Porter Wagoner |                                                                                      |
| 1973 | Traveling Man Bubbling Over                                                                | — | — | — | — | — | Country20 (11 Wo.)Country | Erstveröffentlichung: 5. Mai 1973 Autor: Dolly Parton |                                                                                      |
| 1973 | If Teardrops Were Pennies Love and Music                                                   | — | — | — | — | — | Country3 (17 Wo.)Country | Erstveröffentlichung: 3. Juni 1973 mit Porter Wagoner Autor: Carl Butler Original: Carl Smith, 1951 |                                                                                      |
| 1973 | Jolene                                                                                     | — | — | — | UK7 ×3Dreifachplatin · (14 Wo.)UK | US60 ×3Dreifachplatin · (8 Wo.)US | Country1 (19 Wo.)Country | Erstveröffentlichung: September 1973 Autor: Dolly Parton |                                                                                      |
| 1974 | I Will Always Love You Jolene                                                              | — | — | — | UK— GoldUK | US— PlatinUS | Country1 (15 Wo.)Country | Erstveröffentlichung: März 1974 Autor: Dolly Parton Produzent: Bob Ferguson |                                                                                      |
| 1974 | Please Don’t Stop Loving Me Porter ’n’ Dolly                                               | — | — | — | — | — | Country1 (17 Wo.)Country | Erstveröffentlichung: 20. Juli 1974 mit Porter Wagoner Autoren: Dolly Parton, Porter Wagoner |                                                                                      |
| 1974 | Love Is Like a Butterfly                                                                   | — | — | — | — | — | Country1 (17 Wo.)Country | Erstveröffentlichung: 11. August 1974 Autor: Dolly Parton |                                                                                      |
| 1975 | The Bargain Store                                                                          | — | — | — | — | — | Country1 (13 Wo.)Country | Erstveröffentlichung: 17. Januar 1975 Autor: Dolly Parton |                                                                                      |
| 1975 | The Seeker Dolly: The Seeker / We Used To                                                  | — | — | — | — | — | Country2 (16 Wo.)Country | Erstveröffentlichung: 14. Mai 1975 Autor: Dolly Parton |                                                                                      |
| 1975 | Say Forever You’ll Be Mine                                                                 | — | — | — | — | — | Country5 (17 Wo.)Country | Erstveröffentlichung: Juni 1975 mit Porter Wagoner Autoren: Porter Wagoner, Tom Pick |                                                                                      |
| 1975 | We Used To Dolly: The Seeker / We Used To                                                  | — | — | — | — | — | Country9 (14 Wo.)Country | Erstveröffentlichung: September 1975 Autor: Dolly Parton |                                                                                      |
| 1976 | Hey, Lucky Lady All I Can Do                                                               | — | — | — | — | — | Country19 (11 Wo.)Country | Erstveröffentlichung: 3. Februar 1976 Autor: Dolly Parton |                                                                                      |
| 1976 | Is Forever Longer Than Always –                                                            | — | — | — | — | — | Country8 (14 Wo.)Country | Erstveröffentlichung: April 1976 mit Porter Wagoner Autoren: Porter Wagoner, Frank Dycus |                                                                                      |
| 1976 | All I Can Do                                                                               | — | — | — | — | — | Country3 (15 Wo.)Country | Erstveröffentlichung: 14. Juli 1976 Autor: Dolly Parton |                                                                                      |
| 1977 | Light of a Clear Blue Morning New Harvest … First Gathering                                | — | — | — | — | US87 (5 Wo.)US | Country11 (13 Wo.)Country | Erstveröffentlichung: März 1977 Autor: Dolly Parton |                                                                                      |
| 1977 | Here You Come Again                                                                        | — | — | — | UK75 Gold · (5 Wo.)UK | US3 Platin · (19 Wo.)US | Country1 (19 Wo.)Country | Erstveröffentlichung: September 1977 Grammy (Beste Countrysängerin) Charteintritt in UK erst im März 1984 Autoren: Barry Mann, Cynthia Weil                                                                  |                                                                                      |
| 1978 | Two Doors Down Here You Come Again                                                         | — | — | — | — | US19 (12 Wo.)US | Country1 (14 Wo.)Country | Erstveröffentlichung: 24. März 1978 Autor: Dolly Parton Original: Lynn Anderson, 1971 |                                                                                      |
| 1978 | It’s All Wrong, but It’s All Right Here You Come Again                                     | — | — | — | — | — | Country1 (12 Wo.)Country | B-Seite von Two Doors Down Autor: Dolly Parton |                                                                                      |
| 1978 | Heartbreaker                                                                               | — | — | — | — | US37 (10 Wo.)US | Country1 (13 Wo.)Country | Erstveröffentlichung: 20. Juli 1978 Autoren: Carole Bayer Sager, David Wolfert |                                                                                      |
| 1978 | Baby I’m Burnin’ Heartbreaker                                                              | — | — | — | — | US25 (14 Wo.)US | Country48 (14 Wo.)Country | Erstveröffentlichung: 13. November 1978 Autor: Dolly Parton |                                                                                      |
| 1978 | Baby I’m Burnin’ (Disco Mix) / I Wanna Fall in Love Heartbreaker                           | — | — | — | — | — | — | Erstveröffentlichung: Dezember 1978 Autor: Dolly Parton |                                                                                      |
| 1979 | I Really Got the Feeling Heartbreaker                                                      | — | — | — | — | — | Country1 (14 Wo.)Country | B-Seite von Baby I’m Burnin’ Autor: Billy Vera |                                                                                      |
| 1979 | You’re the Only One Great Balls of Fire                                                    | — | — | — | — | US59 (6 Wo.)US | Country1 (14 Wo.)Country | Erstveröffentlichung: Mai 1979 Keyboard: Michael Omartian Autoren: Bruce Roberts, Carole Bayer Sager |                                                                                      |
| 1979 | Great Balls of Fire                                                                        | — | — | — | — | — | Country7 (26 Wo.)Country | Erstveröffentlichung: 17. Juli 1979 Keyboard: Bill Payne Autoren: Otis Blackwell, Jack Hammer Original: Jerry Lee Lewis and His Pumping Piano, 1957                                                          |                                                                                      |
| 1979 | Sweet Summer Lovin’ Great Balls of Fire                                                    | — | — | — | — | US77 (3 Wo.)US[Country: ↑] | Country7 (26 Wo.)Country | B-Seite von Great Balls of Fire Backing Vocals: Carol Carmichael Parks Autoren: Blaise Tosti, Bud Reneau |                                                                                      |
| 1980 | Starting Over Again Dolly, Dolly, Dolly                                                    | — | — | — | — | US36 (10 Wo.)US | Country1 (14 Wo.)Country | Erstveröffentlichung: 29. Februar 1980 Autoren: Donna Summer, Bruce Sudano |                                                                                      |
| 1980 | Making Plans Porter & Dolly                                                                | — | — | — | — | — | Country2 (17 Wo.)Country | Erstveröffentlichung: 13. April 1980 mit Porter Wagoner Autoren: Johnny Russell, Voni Morrison Original: Johnny Russell, 1957                                                                                |                                                                                      |
| 1980 | Old Flames Can’t Hold a Candle to You Dolly, Dolly, Dolly                                  | — | — | — | — | — | Country1 (16 Wo.)Country | Erstveröffentlichung: 11. Juli 1980 Autoren: Hugh Moffatt, Pete Sebert Original: Joe Sun, 1978 |                                                                                      |
| 1980 | If You Go, I’ll Follow You Porter & Dolly                                                  | — | — | — | — | — | Country12 (14 Wo.)Country | Erstveröffentlichung: 7. Oktober 1980 mit Porter Wagoner Autoren: Dolly Parton, Porter Wagoner |                                                                                      |
| 1980 | 9 to 5 9 to 5 and Odd Jobs                                                                 | DE46 (13 Wo.)DE | AT5 (12 Wo.)AT | — | UK47 ×3Dreifachplatin · (13 Wo.)UK | US1 ×3Dreifachplatin · (26 Wo.)US | Country1 (14 Wo.)Country | Erstveröffentlichung: 3. November 1980 Grammy (Bester Countrysong) Grammy (Bester Gesang männlich, Country) Autor: Dolly Parton                                                                              |                                                                                      |
| 1981 | The House of the Rising Sun 9 to 5 and Odd Jobs                                            | — | — | — | — | US77 (4 Wo.)US | Country14 (13 Wo.)Country | Erstveröffentlichung: März 1981 Traditional / Volkslied |                                                                                      |
| 1981 | But You Know I Love You 9 to 5 and Odd Jobs                                                | — | — | — | — | US41 (10 Wo.)US | Country1 (17 Wo.)Country | Erstveröffentlichung: 21. März 1981 Autor: Mike Settle Original: The First Edition, 1969 |                                                                                      |
| 1982 | Single Women / Working Girl Heartbreak Express                                             | — | — | — | — | — | Country8 (18 Wo.)Country | Erstveröffentlichung: Januar 1982 Autor: Michael O’Donoghue |                                                                                      |
| 1982 | Heartbreak Express                                                                         | — | — | — | — | — | Country7 (15 Wo.)Country | Erstveröffentlichung: 14. Mai 1982 Autor: Dolly Parton |                                                                                      |
| 1982 | I Will Always Love You (neue Version) The Best Little Whorehouse in Texas (Soundtrack)     | — | — | — | — | US53 (14 Wo.)US | Country1 (19 Wo.)Country | Erstveröffentlichung: Juli 1982 vom Soundtrack des Films Das schönste Freudenhaus in Texas Produzenten: Dolly Parton, Gregg Perry                                                                            |                                                                                      |
| 1982 | Do I Ever Cross Your Mind Heartbreak Express                                               | — | — | — | — | — | Country1 (19 Wo.)Country | B-Seite von I Will Always Love You Autor: Dolly Parton Original: Chet Atkins & Dolly Parton, 1976 |                                                                                      |
| 1982 | Everything’s Beautiful (In It’s Own Way) The Winning Hand                                  | — | — | — | — | — | Country7 (20 Wo.)Country | Erstveröffentlichung: 11. November 1982 mit Willie Nelson Autor: Dolly Parton |                                                                                      |
| 1982 | Hard Candy Christmas The Best Little Whorehouse in Texas (Soundtrack)                      | — | — | — | — | US— GoldUS | Country8 (17 Wo.)Country | Erstveröffentlichung: 29. November 1982 vom Soundtrack des Films Das schönste Freudenhaus in Texas Autor: Carol Hall                                                                                         |                                                                                      |
| 1983 | Potential New Boyfriend Burlap & Satin                                                     | — | — | — | — | — | Country20 (16 Wo.)Country | Erstveröffentlichung: 14. April 1983 Autoren: John Lewis Parker, Stephen Kipner |                                                                                      |
| 1983 | Islands in the Stream Eyes That See in the Dark                                            | DE25 (14 Wo.)DE | AT1 (18 Wo.)AT | CH2 (13 Wo.)CH | UK7 ×3Silber + Dreifachplatin (Digital) · (20 Wo.)UK                                                                                     | US1 ×3Dreifachplatin · (25 Wo.)US | Country1 (24 Wo.)Country | Erstveröffentlichung: 13. August 1983 mit Kenny Rogers Autoren: Maurice Gibb, Robin Gibb, Barry Gibb |                                                                                      |
| 1983 | Save the Last Dance for Me The Great Pretender                                             | — | — | — | — | US45 (12 Wo.)US | Country3 (19 Wo.)Country | Erstveröffentlichung: 30. November 1983 mit The Jordanaires Autoren: Doc Pomus, Mort Shuman Original: The Drifters, 1960                                                                                     |                                                                                      |
| 1984 | Downtown The Great Pretender                                                               | — | — | — | — | US80 (4 Wo.)US | Country36 (10 Wo.)Country | Erstveröffentlichung: 7. März 1984 Autor: Tony Hatch Original: Petula Clark, 1964 |                                                                                      |
| 1984 | Tennessee Homesick Blues Her Greatest Hits and Finest Performances                         | — | — | — | — | — | Country1 (20 Wo.)Country | Erstveröffentlichung: Mai 1984 Autor: Dolly Parton |                                                                                      |
| 1984 | God Won’t Get You Rhinestone (Soundtrack)                                                  | — | — | — | — | — | Country10 (20 Wo.)Country | Erstveröffentlichung: 1. August 1984 Autor: Dolly Parton |                                                                                      |
| 1984 | Christmas Without You Once Upon a Christmas                                                | — | — | — | UK88 (3 Wo.)UK | — | — | Erstveröffentlichung: Dezember 1984 mit Kenny Rogers Autoren: Dolly Parton, Steve Goldstein |                                                                                      |
| 1984 | The Greatest Gift of All Once Upon a Christmas                                             | — | — | — | — | US81 (4 Wo.)US | Country53 (7 Wo.)Country | Erstveröffentlichung: 10. Dezember 1984 mit Kenny Rogers Autor: John Jarvis |                                                                                      |
| 1985 | Don’t Call It Love Real Love                                                               | — | — | — | — | — | Country3 (22 Wo.)Country | Erstveröffentlichung: 17. Januar 1985 Autoren: Dean Pitchford, Tom Snow Original: Kim Carnes, 1981 |                                                                                      |
| 1985 | Real Love                                                                                  | — | — | — | — | US91 (3 Wo.)US | Country1 (20 Wo.)Country | Erstveröffentlichung: 19. Mai 1985 mit Kenny Rogers Autoren: David Malloy, Randy McCormick, Spady Brannan |                                                                                      |
| 1985 | Think About Love Real Love                                                                 | — | — | — | — | — | Country1 (22 Wo.)Country | Erstveröffentlichung: Oktober 1985 Autoren: Spady Brannan, Tom Campbell |                                                                                      |
| 1986 | Tie Our Love (In a Double Knot) Real Love                                                  | — | — | — | — | — | Country17 (15 Wo.)Country | Erstveröffentlichung: 3. März 1986 Autoren: Jeff Silbar, John Reid |                                                                                      |
| 1986 | We Had It All The Great Pretender                                                          | — | — | — | — | — | Country31 (13 Wo.)Country | Erstveröffentlichung: 13. August 1986 Autoren: Donnie Fritts, Troy Seals Original: Waylon Jennings, 1973 |                                                                                      |
| 1987 | To Know Him Is to Love Him Trio                                                            | — | — | — | — | — | Country1 (19 Wo.)Country | Erstveröffentlichung: 14. Januar 1987 mit Linda Ronstadt und Emmylou Harris Autor: Phil Spector Original: The Teddy Bears, 1958                                                                              |                                                                                      |
| 1987 | Telling Me Lies Trio                                                                       | — | — | — | — | — | Country3 (18 Wo.)Country | Erstveröffentlichung: 19. Mai 1987 mit Linda Ronstadt und Emmylou Harris Autoren: Betsy Cook, Linda Thompson Original: Linda Thompson, 1985                                                                  |                                                                                      |
| 1987 | Those Memories of You Trio                                                                 | — | — | — | — | — | Country5 (22 Wo.)Country | Erstveröffentlichung: 13. August 1987 mit Linda Ronstadt und Emmylou Harris Autor: Alan O’Bryant Bill Monroe & James Monroe, 1978                                                                            |                                                                                      |
| 1987 | The River Unbroken Rainbow                                                                 | — | — | — | — | — | Country63 (8 Wo.)Country | Erstveröffentlichung: 14. November 1987 Autoren: Darrell Brown, David Batteau |                                                                                      |
| 1988 | Wildflowers Trio                                                                           | — | — | — | — | — | Country6 (18 Wo.)Country | Erstveröffentlichung: 6. März 1988 mit Linda Ronstadt und Emmylou Harris Autor: Dolly Parton |                                                                                      |
| 1989 | Why’d You Come in Here Lookin’ Like That White Limozeen                                    | — | — | — | — | — | Country1 (20 Wo.)Country | Erstveröffentlichung: 12. April 1989 Autoren: Bob Carlisle, Randy Thomas |                                                                                      |
| 1989 | Yellow Roses White Limozeen                                                                | — | — | — | — | — | Country1 (26 Wo.)Country | Erstveröffentlichung: 26. August 1989 Autor: Dolly Parton |                                                                                      |
| 1989 | He’s Alive White Limozeen                                                                  | — | — | — | — | — | Country39 (8 Wo.)Country | Erstveröffentlichung: 7. November 1989 Autor und Original: Don Francisco, 1977 |                                                                                      |
| 1990 | Time for Me to Fly White Limozeen                                                          | — | — | — | — | — | Country39 (11 Wo.)Country | Erstveröffentlichung: 23. Januar 1990 Autor: Kevin Cronin Original: REO Speedwagon, 1978 |                                                                                      |
| 1990 | White Limozeen                                                                             | — | — | — | — | — | Country29 (12 Wo.)Country | Erstveröffentlichung: April 1990 Autoren: Dolly Parton, Mac Davis |                                                                                      |
| 1990 | Love Is Strange                                                                            | — | — | — | — | — | Country21 (20 Wo.)Country | Erstveröffentlichung: 14. August 1990 mit Kenny Rogers Autoren: Ellas McDaniel, Mickey Baker, Sylvia Robinson Original: Mickey & Sylvia, 1956                                                                |                                                                                      |
| 1991 | Rockin’ Years Eagle When She Flies                                                         | — | — | — | — | — | Country1 (20 Wo.)Country | Erstveröffentlichung: 14. Januar 1991 mit Ricky Van Shelton Autor: Floyd Parton |                                                                                      |
| 1991 | Silver and Gold Eagle When She Flies                                                       | — | — | — | — | — | Country15 (20 Wo.)Country | Erstveröffentlichung: 19. Mai 1991 Autoren: Carl Perkins, Greg Perkins, Stan Perkins |                                                                                      |
| 1991 | Eagle When She Flies                                                                       | — | — | — | — | — | Country33 (20 Wo.)Country | Erstveröffentlichung: 19. Oktober 1991 Autor: Dolly Parton |                                                                                      |
| 1992 | Country Road Eagle When She Flies                                                          | — | — | — | — | — | Country46 (10 Wo.)Country | Erstveröffentlichung: 26. Januar 1992 Autoren: Dolly Parton, Gary Scruggs |                                                                                      |
| 1992 | Straight Talk Straight Talk (Soundtrack)                                                   | — | — | — | — | — | Country64 (5 Wo.)Country | Erstveröffentlichung: März 1992 Autor: Dolly Parton |                                                                                      |
| 1993 | Romeo Slow Dancing with the Moon                                                           | — | — | — | — | US50 (14 Wo.)US | Country27 (20 Wo.)Country | Erstveröffentlichung: 25. Januar 1993 … and Friend (inkl. Billy Ray Cyrus, Kathy Mattea, Pam Tillis, Tanya Tucker) Autor: Dolly Parton                                                                       |                                                                                      |
| 1993 | More Where That Came From Slow Dancing with the Moon                                       | — | — | — | — | — | Country58 (9 Wo.)Country | Erstveröffentlichung: 14. April 1993 Autor: Dolly Parton |                                                                                      |
| 1993 | Silver Threads and Golden Needles Honky Tonk Angels                                        | — | — | — | — | — | Country68 (2 Wo.)Country | Erstveröffentlichung:17. November 1993 mit Tammy Wynette und Loretta Lynn Autoren: Dick Reynolds, Jack Rhodes Original: Wanda Jackson, 1956                                                                  |                                                                                      |
| 1994 | The Day I Fall in Love Beethoven’s 2nd                                                     | — | — | — | UK64 (2 Wo.)UK | — | — | Erstveröffentlichung: April 1994 mit James Ingram Liebesthema aus Eine Familie namens Beethoven Autoren: Carole Bayer Sager, Clif Magness, James Ingram                                                      |                                                                                      |
| 1994 | PMS Blues Heartsongs: Live from Home                                                       | — | — | — | — | — | Country70 (4 Wo.)Country | Erstveröffentlichung: September 1994 B-Seite von To Daddy Autor: Dolly Parton |                                                                                      |
| 1995 | I Will Always Love You Something Special                                                   | — | — | — | — | — | Country15 (20 Wo.)Country | Erstveröffentlichung: 14. September 1995 mit Vince Gill Produzenten: Dolly Parton, Steve Buckingham |                                                                                      |
| 1996 | Just When I Needed You Most Treasures                                                      | — | — | — | — | — | Country62 (10 Wo.)Country | Erstveröffentlichung: 23. September 1996 Autor: Randy Vanwarmer |                                                                                      |
| 1997 | Peace Train Treasures                                                                      | — | — | — | UK86 (1 Wo.)UK | — | — | Erstveröffentlichung: August 1997 Charteintritt in UK erst im November 1998 Autoren: Cat Stevens, Joseph Schabalala Original: Cat Stevens, 1971                                                              |                                                                                      |
| 1998 | Honky Tonk Songs Hungry Again                                                              | — | — | — | — | — | Country74 (2 Wo.)Country | Erstveröffentlichung: April 1998 Autor: Dolly Parton |                                                                                      |
| 1998 | Winter Wonderland / Sleigh Ride (Medley) Once Upon a Christmas                             | — | — | — | — | — | Country70 (2 Wo.)Country | Erstveröffentlichung: November 1984 Autoren: Felix Bernard, Richard B. Smith, Leroy Anderson, Mitchell Parish Originale: Richard Himber mit Joey Nash, 1934 / Arthur Fiedler mit Boston Pops Orchestra, 1949 |                                                                                      |
| 2002 | If Halos & Horns                                                                           | — | — | — | UK73 (1 Wo.)UK | — | — | Erstveröffentlichung: Oktober 2002 Autor: David Gates Original: Sydney Thompson and His Orchestra, 1966 |                                                                                      |
| 2002 | Hello God Halos & Horns                                                                    | — | — | — | — | — | Country60 (1 Wo.)Country | Erstveröffentlichung: November 2002 Autor: Dolly Parton |                                                                                      |
| 2005 | If I Said You Had a Beautiful Body (Would You Hold It Against Me) Angels & Outlaws, Vol. 1 | — | — | — | — | — | Country60 (1 Wo.)Country | Erstveröffentlichung: Juli 2005 Bellamy Brothers mit Dolly Parton Autor: David Bellamy Original: Bellamy Brothers, 1979                                                                                      |                                                                                      |
| 2006 | I Still Miss Someone Timeless                                                              | — | — | — | — | — | Country50 (5 Wo.)Country | Erstveröffentlichung: 18. Oktober 2005 Martina McBride mit Dolly Parton Autoren: Johnny Cash, Roy Cash Jr. Original: Johnny Cash, 1958                                                                       |                                                                                      |
| 2007 | Better Get to Livin’ Backwoods Barbie                                                      | — | — | — | — | — | Country48 (16 Wo.)Country | Erstveröffentlichung: September 2007 Autoren: Dolly Parton, Kent Wells |                                                                                      |
| 2008 | Jesus & Gravity Backwoods Barbie                                                           | — | — | — | — | — | Country56 (5 Wo.)Country | Erstveröffentlichung: März 2008 Autoren: Betsy Ulmer, Craig Wiseman |                                                                                      |
| 2011 | Together You and I Better Day                                                              | — | — | — | UK67 (1 Wo.)UK | — | — | Erstveröffentlichung: September 2011 Autor: Dolly Parton |                                                                                      |
| Folgende Lieder erschienen nicht als Single, wurden aber durch das Album zum Download und Streaming bereitgestellt und konnten somit eine Platzierung erlangen: |                                                                                            | | | | | | | |                                                                                      |
| |                                                                                            | | | | | | | |                                                                                      |
| 2020 | Cuddle Up, Cozy Down Christmas A Holly Dolly Christmas                                     | — | — | — | UK55 (7 Wo.)UK | — | Country48 (1 Wo.)Country | Charteinstieg: 11. Dezember 2020 mit Michael Bublé |                                                                                      |

grau schraffiert: keine Chartdaten aus diesem Jahr verfügbar
Weitere Singles
- 1959: Puppy Love
- 1962: It’s Sure Gonna Hurt
- 1964: What Do You Think About Lovin’
- 1965: Happy, Happy Birthday Baby
- 1966: Busy Signal
- 1966: Don’t Drop Out
- 1966: The Little Things
- 1967: I Couldn’t Wait Forever
- 1968: I’m Not Worth the Tears
- 1971: Golden Streets of Glory
- 1972: Dumb Blond
- 1972: When I Sing for Him
- 1975: Love Is Like a Butterfly
- 1983: What Do You Think About Lovin’ (mit Brenda Lee)
- 1984: Stay Out of My Bedroom (mit Sylvester Stallone)
- 1987: I Believe in Santa Claus (mit Kenny Rogers)
- 1990: Love Is Strange (mit Kenny Rogers)
- 1990: Slow Healing Heart
- 1992: Burning (mit Les Taylor)
- 1993: Full Circle
- 1994: When You Tell Me That You Love Me (mit Julio Iglesias)
- 1994: To Daddy
- 1996: Walking on Sunshine
- 1998: Hungry Again
- 1998: The Salt in My Tears
- 1999: A Few Old Memories
- 2008: 9 to 5 (Love to Infinity Remixes)
- 2014: Home
- 2019: Faith (mit Galantis feat. Mr. Probz, US: Gold)
- 2019: There Was Jesus (mit Zach Williams, US: Platin)

### Als Gastmusikerin
| Jahr | Titel Album                                  | Höchstplatzierung, Gesamtwochen, AuszeichnungChartplatzierungen (Jahr, Titel, Album, Platzierungen, Wochen, Auszeichnungen, Anmerkungen) | Höchstplatzierung, Gesamtwochen, AuszeichnungChartplatzierungen (Jahr, Titel, Album, Platzierungen, Wochen, Auszeichnungen, Anmerkungen) | Höchstplatzierung, Gesamtwochen, AuszeichnungChartplatzierungen (Jahr, Titel, Album, Platzierungen, Wochen, Auszeichnungen, Anmerkungen) | Höchstplatzierung, Gesamtwochen, AuszeichnungChartplatzierungen (Jahr, Titel, Album, Platzierungen, Wochen, Auszeichnungen, Anmerkungen) | Höchstplatzierung, Gesamtwochen, AuszeichnungChartplatzierungen (Jahr, Titel, Album, Platzierungen, Wochen, Auszeichnungen, Anmerkungen) | Höchstplatzierung, Gesamtwochen, AuszeichnungChartplatzierungen (Jahr, Titel, Album, Platzierungen, Wochen, Auszeichnungen, Anmerkungen) | Anmerkungen |
| Jahr | Titel Album                                  | DE | AT | CH | UK | US | Country | Anmerkungen |
| --- | -------------------------------------------- | --- | --- | --- | --- | --- | --- | --- |
| 2005 | When I Get Where I’m Going Time Well Wasted  | — | — | — | — | US39 Platin · (20 Wo.)US | Country1 (26 Wo.)Country | Erstveröffentlichung: 10. Oktober 2005 Brad Paisley feat. Dolly Parton Autoren: George Teren, Rivers Rutherford |
| 2016 | Jolene Backwoods Barbie                      | — | — | — | — | — | Country18 (9 Wo.)Country | Erstveröffentlichung: September 2016 Pentatonix feat. Dolly Parton                                              |
| Folgende Lieder erschienen nicht als Single, wurden aber durch das Album zum Download und Streaming bereitgestellt und konnten somit eine Platzierung erlangen: |                                              | | | | | | | |
| |                                              | | | | | | | |
| 2021 | Does He Love You Revived Remixed Revisited   | — | — | — | — | — | Country47 (1 Wo.)Country | Reba McEntire feat. Dolly Parton                                                                                |
| 2024 | Tyrant Cowboy Carter                         | — | — | — | UK83 (1 Wo.)UK | US44 (2 Wo.)US | — | Beyoncé feat. Dolly Parton                                                                                      |
| 2024 | Have the Heart F-1 Trillion                  | — | — | — | — | US56 (1 Wo.)US | Country22 (2 Wo.)Country | Post Malone feat. Dolly Parton                                                                                  |
| 2025 | Please Please Please Short n’ Sweet (Deluxe) | — | — | — | — | — | Country17 (1 Wo.)Country | Sabrina Carpenter feat. Dolly Parton                                                                            |

Weitere Gastbeiträge
- 1997: Knockin’ on Heaven’s Door (Ladysmith Black Mambazo feat. Dolly Parton)
- 1999: Your Kisses Are Charity (Culture Club feat. Dolly Parton)

## Videoalben
| Jahr | Titel Musiklabel Katalog-Nr. | Höchstplatzierung, Gesamtwochen, AuszeichnungChartplatzierungen (Jahr, Titel, Musiklabel Katalog-Nr., Platzierungen, Wochen, Auszeichnungen, Anmerkungen) | Höchstplatzierung, Gesamtwochen, AuszeichnungChartplatzierungen (Jahr, Titel, Musiklabel Katalog-Nr., Platzierungen, Wochen, Auszeichnungen, Anmerkungen) | Höchstplatzierung, Gesamtwochen, AuszeichnungChartplatzierungen (Jahr, Titel, Musiklabel Katalog-Nr., Platzierungen, Wochen, Auszeichnungen, Anmerkungen) | Höchstplatzierung, Gesamtwochen, AuszeichnungChartplatzierungen (Jahr, Titel, Musiklabel Katalog-Nr., Platzierungen, Wochen, Auszeichnungen, Anmerkungen) | Höchstplatzierung, Gesamtwochen, AuszeichnungChartplatzierungen (Jahr, Titel, Musiklabel Katalog-Nr., Platzierungen, Wochen, Auszeichnungen, Anmerkungen) | Höchstplatzierung, Gesamtwochen, AuszeichnungChartplatzierungen (Jahr, Titel, Musiklabel Katalog-Nr., Platzierungen, Wochen, Auszeichnungen, Anmerkungen) | Anmerkungen                                                |
| Jahr | Titel Musiklabel Katalog-Nr. | DE | AT | CH | UK | US | Country | Anmerkungen                                                |
| ---- | ---------------------------- | --- | --- | --- | --- | --- | --- | ---------------------------------------------------------- |
| 1985 | Real Love                    | — | — | — | UK13 (11 Wo.)UK | — | — | Erstveröffentlichung: 1985 Kenny & Dolly, mit Kenny Rogers |
| 2004 | Live and Well                | — | — | — | UK33 (3 Wo.)UK | — | — | Erstveröffentlichung: 2004                                 |
| 2007 | Dolly Parton and Friends     | — | — | — | UK5 (15 Wo.)UK | — | — | Erstveröffentlichung: 2007                                 |

Weitere Videoalben
- 1984: Dolly in London
- 2005: Most Famous Hits
- 2006: I Will Always Love You
- 2009: Love Always: Live from Texas
- 2012: An Evening with Dolly (US: Gold)

## Boxsets
- 1995: 2 Gether On (mit Porter Wagoner)
- 2014: Just Between You and Me (mit Porter Wagoner; Box mit 6 CDs)

## Statistik

### Chartauswertung
|                     | DE    | AT    | CH    | UK     | US     | Country          |
| ------------------- | ----- | ----- | ----- | ------ | ------ | ---------------- |
| Nummer-eins-Alben   | DE—DE | AT—AT | CH—CH | UK—UK  | US—US  | Country7Country  |
| Top-10-Alben        | DE—DE | AT1AT | CH1CH | UK5UK  | US3US  | Country47Country |
| Alben in den Charts | DE3DE | AT1AT | CH3CH | UK21UK | US49US | Country84Country |

|                       | DE    | AT    | CH    | UK     | US     | Country           |
| --------------------- | ----- | ----- | ----- | ------ | ------ | ----------------- |
| Nummer-eins-Singles   | DE—DE | AT1AT | CH—CH | UK—UK  | US2US  | Country27Country  |
| Top-10-Singles        | DE—DE | AT2AT | CH1CH | UK2UK  | US3US  | Country58Country  |
| Singles in den Charts | DE2DE | AT2AT | CH1CH | UK11UK | US21US | Country117Country |

|                          | DE    | AT    | CH    | UK    | US    | Country         |
| ------------------------ | ----- | ----- | ----- | ----- | ----- | --------------- |
| Nummer-eins-Videoalben   | DE—DE | AT—AT | CH—CH | UK—UK | US—US | Country—Country |
| Top-10-Videoalben        | DE—DE | AT—AT | CH—CH | UK1UK | US—US | Country—Country |
| Videoalben in den Charts | DE3DE | AT—AT | CH—CH | UK3UK | US—US | Country—Country |

### Auszeichnungen für Musikverkäufe
| Goldene Schallplatte - Australien - 2021: für das Album A Life in Music: Ultimate Collection - 2021: für das Album Dolly Parton’s Greatest Hits - 2021: für das Album Legendary - Dolly Parton - 2021: für das Album Playlist: The Very Best of Dolly Parton - 2021: für das Album The Best of Dolly Parton - 2021: für die Single I Will Always Love You - 2021: für das Album Coat of Many Colors - 2021: für das Album Here You Come Again - Brasilien - 2024: für das Lied Tyrant - Frankreich - 1992: für die Autorenbeteiligung I Will Always Love You (Whitney Houston) - Kanada - 1978: für das Album Here You Come Again - 1978: für das Album Heartbreaker - 1981: für das Album 9 to 5 and Odd - 1985: für das Album Dolly Parton’s Greatest Hits - 1991: für das Album Eagle When she Flies - 1993: für das Album Slow Dancing With the Moon - 1994: für das Album Honky Tonk Angels - 2004: für das Videoalbum Live and Well - Mexiko - 2012: für die Autorenbeteiligung I Will Always Love You (Whitney Houston) - Neuseeland - 2024: für das Album 9 to 5 and Odd Jobs - Österreich - 1993: für die Autorenbeteiligung I Will Always Love You (Whitney Houston) - Schweden - 2021: für das Album Here You Come Again – 20 Great Songs - 2021: für die Single I Will Always Love You - 2021: für das Album The Essential Dolly Parton - Spanien - 2024: für die Single Jolene | Platin-Schallplatte - Australien - 2014: für das Album The Very Best of Dolly Parton - 2020: für die Single Islands In The Stream - 2021: für das Album Ultimate Dolly Parton - Dänemark - 2021: für die Single Jolene - 2021: für die Autorenbeteiligung I Will Always Love You (Whitney Houston) - 2022: für die Single 9 to 5 - 2024: für die Single Islands In The Stream - Deutschland - 1993: für die Autorenbeteiligung I Will Always Love You (Whitney Houston) - Irland - 2007: für das Album The Very Best Of - Italien - 2019: für die Autorenbeteiligung I Will Always Love You (Whitney Houston) - Japan - 2014: für die Autorenbeteiligung I Will Always Love You (digital) (Whitney Houston) - Kanada - 2021: für die Single When I Get Where I'm Going - 2022: für die Single Faith - Neuseeland - 1987: für das Album Trio - 2020: für das Album The Very Best of Dolly Parton - Niederlande - 1984: für das Album The Love Album - Norwegen - 2021: für die Single 9 to 5 - 2021: für die Single Jolene - 2021: für die Autorenbeteiligung I Will Always Love You (Whitney Houston) - Schweden - 1993: für die Autorenbeteiligung I Will Always Love You (Whitney Houston) - 2021: für die Single Islands In The Stream - Spanien - 2024: für die Autorenbeteiligung I Will Always Love You (Whitney Houston) | 2× Platin-Schallplatte - Australien - 2014: für das Videoalbum Dolly Parton & Friends - Neuseeland - 2023: für die Autorenbeteiligung I Will Always Love You (Whitney Houston) - Schweden - 2021: für das Album The Very Best Of - Vereinigtes Königreich - 1993: für die Autorenbeteiligung I Will Always Love You (Whitney Houston) 3× Platin-Schallplatte - Australien - 2021: für die Single Jolene - 2021: für das Album 9 to 5 and Odd - Kanada - 2021: für die Single 9 to 5 - 2021: für die Single Islands In The Stream - Schweden - 2021: für die Single 9 to 5 - 2021: für die Single Jolene 4× Platin-Schallplatte - Australien - 1993: für die Autorenbeteiligung I Will Always Love You (Whitney Houston) - Neuseeland - 2024: für die Single 9 to 5 - 2025: für die Single Jolene 5× Platin-Schallplatte - Japan - 1993: für die Autorenbeteiligung I Will Always Love You (Whitney Houston) - Neuseeland - 2024: für die Single Islands In The Stream - Kanada - 1988: für das Album Once Upon A Christmas 11× Platin-Schallplatte - Vereinigte Staaten - 2025: für die Autorenbeteiligung I Will Always Love You (Whitney Houston) |

Anmerkung: Auszeichnungen in Ländern aus den Charttabellen bzw. Chartboxen sind in ebendiesen zu finden.
| Land/RegionAuszeichnungen für Musikverkäufe (Land/Region, Auszeichnungen, Verkäufe, Quellen) | Silber     | Gold       | Platin         | Diamant  | Verkäufe   | Quellen                     |
| -------------------------------------------------------------------------------------------- | ---------- | ---------- | -------------- | -------- | ---------- | --------------------------- |
| Australien (ARIA)                                                                            | —          | 8× Gold8   | 15× Platin15   | —        | 1.255.000  | aria.com.au                 |
| Brasilien (PMB)                                                                              | —          | Gold1      | —              | —        | 20.000     | pro-musicabr.org.br         |
| Dänemark (IFPI)                                                                              | —          | —          | 4× Platin4     | —        | 360.000    | ifpi.dk                     |
| Deutschland (BVMI)                                                                           | —          | —          | Platin1        | —        | 500.000    | musikindustrie.de           |
| Frankreich (SNEP)                                                                            | —          | Gold1      | —              | —        | 250.000    | infodisc.fr snepmusique.com |
| Irland (IRMA)                                                                                | —          | —          | Platin1        | —        | 15.000     | irishcharts.ie              |
| Italien (FIMI)                                                                               | —          | —          | Platin1        | —        | 50.000     | fimi.it                     |
| Japan (RIAJ)                                                                                 | —          | —          | 6× Platin6     | —        | 700.000    | riaj.or.jp                  |
| Kanada (MC)                                                                                  | —          | 8× Gold8   | 13× Platin13   | —        | 1.495.000  | musiccanada.com             |
| Mexiko (AMPROFON)                                                                            | —          | Gold1      | —              | —        | 30.000     | amprofon.com.mx             |
| Neuseeland (RMNZ)                                                                            | —          | Gold1      | 17× Platin17   | —        | 492.500    | radioscope.co.nz NZ2        |
| Niederlande (NVPI)                                                                           | —          | —          | Platin1        | —        | 100.000    | nvpi.nl                     |
| Norwegen (IFPI)                                                                              | —          | —          | 3× Platin3     | —        | 180.000    | ifpi.no                     |
| Österreich (IFPI)                                                                            | —          | Gold1      | —              | —        | 25.000     | ifpi.at                     |
| Schweden (IFPI)                                                                              | —          | 3× Gold3   | 10× Platin10   | —        | 730.000    | sverigetopplistan.se        |
| Spanien (Promusicae)                                                                         | —          | Gold1      | Platin1        | —        | 90.000     | elportaldemusica.es         |
| Vereinigte Staaten (RIAA)                                                                    | —          | 15× Gold15 | 23× Platin23   | Diamant1 | 40.050.000 | riaa.com                    |
| Vereinigtes Königreich (BPI)                                                                 | 8× Silber8 | 8× Gold8   | 15× Platin15   | —        | 9.960.000  | bpi.co.uk                   |
| Insgesamt                                                                                    | 8× Silber8 | 48× Gold48 | 111× Platin111 | Diamant1 |            |                             |